# Guidoval
Guidoval é um município brasileiro do estado de Minas Gerais.

## Geografia
O município localiza-se na Mesorregião da Zona da Mata e dista por rodovia 298 km da capital mineira Belo Horizonte.

### Rodovias
- BR-120
- BR-265

### Relevo, clima, hidrografia
A altitude da sede é de 302 m, possuindo como ponto culminante a altitude de 1119 m na Serra de Santa Bárbara. O clima é do tipo tropical com chuvas durante o verão e temperatura média anual em torno de 23 °C, com variações entre 18 °C (média das mínimas) e 31 °C (média das máximas). (ALMG)
O município faz parte da bacia do rio Paraíba do Sul, sendo banhado pelo rio Xopotó, afluente do rio Pomba.

### Demografia
Dados do Censo - 2022 
População total: 7.131 
Densidade demográfica (hab./km²): 45,3
Mortalidade infantil até 1 ano (por mil): 13,33

Índice de Desenvolvimento Humano (IDH-M): 0,683 
- IDH-M Renda: 0,669
- IDH-M Longevidade: 0,837
- IDH-M Educação: 0,569

(Fonte: PNUD/2010)

## História
No século XIX, o militar francês Guido Marlière foi enviado à região para pacificação dos índios, sendo nomeado Diretor Geral dos Índios em Minas Gerais. Residiu em uma fazenda denominada Guidoval, em território que corresponde ao do atual município, que se emancipou no ano de 1948(ALMG).

## Rio Xopotó
O Rio Xopotó é um rio brasileiro que banha a Zona da Mata do estado de Minas Gerais. Além de banhar outros municípios, banha também a cidade guidovalense.

## Enchente
Guidoval já passou por várias enchentes, a pior da história ocorreu em 2012, onde o Rio Xopotó subiu 15 metros. A enchente teve início no dia 2 de janeiro de 2012, destruiu várias casas e dos 7.000 habitantes, deixou 2.000 desabrigados.